# Norra Nöbbelövstenen
Norra Nöbbelövstenen (DR 316) är en runsten placerad vid Runstenshögen i Lundagård, Lund. Toppen av stenen var försvunnen redan när stenen först blev känd. 
1739 undersökte Nils Wessman runstenen inför Johan Göranssons runstensarbete Bautil. Göransson valde dock av okänd anledning att inte ta med stenen i boken. På denna tid stod stenen i ett hörn av Norra Nöbbelövs kyrkogårdsmur, men togs senare bort och användes som gränssten vid ett vägskäl mellan Nöbbelöv och Fjelie. En präst flyttade stenen till Fjelie prästgård på 1870-talet efter att ha betalat tre kronor för den. Stenen transporterades senare till Runstenshögen i Lund.

## Inskrift
En translitterering av inskriften lyder:
: tufi : risþi : stin : þisi : iftR : umunsinfila?...
Normaliserat till fornnordiska blir denna text:
Tofi resþi sten þæssi æftiR Umun, sin fela(ga?).
Översatt till modern svenska blir det:
Tove reste sten denna efter Omun, sin kamrat (...).